# 赤壁五显大帝宫
赤壁五显大帝宫，位于中国福建省霞浦县下浒镇赤壁村，为霞浦县级文物保护单位，类型为古建筑，公布时间为2010年11月，历史年代为清，始建于清朝乾隆三十九年（1774年），光绪八年（1882年）重修，宫内供奉五顯大帝。